# Segundo Díaz de la Cruz
Segundo Díaz de la Cruz es un político peruano. Fue el alcalde de la provincia de Cañete en el periodo 2019 - 2022.
Nació el 11 de marzo de 1954. Fundó el movimiento Arriba Cañete que fue inscrita el 4 de septiembre del 2009. En el año 2011 respaldó, junto a Rufina Lévano Quispe, la candidatura de Gonzalo Aguirre, quien postulaba con el partido Solidaridad Nacional. Postuló a la alcaldía provincial en el año 2014 con el partido Alianza para el Progreso. En la campaña, Segundo Díaz resultó levemente herido tras un atentado realizado contra el candidato por la alcaldía distrital de Nuevo Imperial, Molinares Quispe de la Cruz. Luego postuló a la alcaldía provincial en el año 2018 con el partido Alianza para el Progreso superando al candidato y exalcalde del distrito limeño de Magdalena del Mar, Francis Allison, por lo cual obtuvo el cargo.